# 鹿冈乡
鹿冈乡，是中华人民共和国江西省吉安市永丰县下辖的一个乡镇级行政单位。

## 行政区划
鹿冈乡下辖以下地区：
鹿冈村、巷口村、高坑村、贯前村、洋坳村、禹山村、前村、青山村和罗家村。